# Oscar Aravena
Oscar Alejandro Aravena Loncón (* 8. Januar 1978 in Concepción) ist ein ehemaliger chilenischer Fußballspieler.

## Karriere
Oscar Aravena begann seine Karriere 1998 bei Fernández Vial und wechselte 2003 nach Indonesien zu Persela Lamongan. Im selben Jahr unterschrieb er beim Ligarivalen PSM Makassar, bei dem er auf seinen Landsmann und früheren Teamkollegen Jorge Toledo traf. 2003 wurde er mit 31 Toren Torschützenkönig. Bis auf eine Rückkehr 2009 zum chilenischen Klub Lota Schwager blieb er den Rest seiner Karriere in Indonesien, wo er noch für Persela Lamongan, Persija Jakarta und Bali Devata auflief.